# Кубота, Юки
Юки Кубота (яп. 久保田 悠来 Кубота Юки, род. 15 июня 1981 года) — японский актёр, режиссёр и модель. Наиболее известен по роли Такаторы Курэсимы/Камэн Райдер Зангецу/Камэн Райдер Зангецу Шин в сериале «Камэн Райдер Гайм» (2013—2014), в одноимённом сезоне сериала «Kamen Rider». Также сыграл роли франшизе двух фильмов и дораме «Игра друзей» (2017), «Две недели» (2019), «Жена - золотая рыбка» (2022), «Не говори "тайна"» (2022) и «Тэппати!» (2022). Сотрудничает с японским агентством по поиску талантов Japan Music Entertainment.

## Биография
Юки Кубота родился 15 июня 1981 года в Хирацуке, Канагава, Япония.

## Карьера
Кубота дебютировал в качестве модели журнала в 2002 году после того, как его заметили в Харадзюку. В 2007 году он дебютировал на театральной сцене в роли Хэла Курабаяси Переключатель, основанном на одноимённой манге. В том же году он получил небольшие роли в таких сериалах, как Дневник Гарпии и Императрица, а также кратковременное появление в Камэн Райдер: Следующий. Год спустя он получил роль Кэйго Атобэ в мюзикле Принц тенниса. В 2009 году он снялся в сценической адаптации видеоигры Sengoku Basara компании Capcom в роли Датэ Масамунэ. Играя этого персонажа в течение четырех лет, он перешел к более масштабной карьере в кино и на телевидении.
В 2010 году Кубота получил свою первую главную роль в фильме Школьные войны: сражение!. 31 января 2012 года он покинул свое агентство Riseki Agency Co., Ltd., в котором проработал два года, по личным причинам. После десяти месяцев фриланса он присоединился к Japan Music Entertainment в конце ноября 2012 года. В 2013 году ему дали роль Такаторы Курэсимы/Камэн Райдера Зангецу в сериале-токусацу Камэн Райдер Гайм (2013–2014). С тех пор он появлялся в различных телешоу и фильмах, включая Лебедь из Синдзюку, а также в фильмах V-Cinema. Он играл самых разных персонажей: от гика до убийц, хотя в основном он играл роли антагонистов и соперников. Он утверждал, что предпочитает играть плохих парней и темных героев.
Он является фанатом и ярым болельщиком местной футбольной команды Хирацука Сёнан Бельмаре, а в апреле 2015 года был назначен в офис по связям с общественностью Berusap на должность генерального директора газеты Shonan Living Newspaper которые поддерживали деятельность команды.
В 2018 году он вернулся в театр, появившись в постановках Gantz: L и Зомби Хатиодзи, последний вместе с Кэндзиро Ямасита из Sandaime J Soul Brothers. В 2019 году он повторил свою роль Такатора Курешимы/Камен Райдер Зангецу в спектакле Камэн Райдер Гайм — Дополнительная история. Камэн Райдер Зангецу.
Помимо актерских ролей, Кубота принимал участие в ряде телевизионных развлекательных шоу. Он был ведущим по понедельникам информационной программы Neko no Hitai Hodo Wide на TV Kanagawa с апреля 2019 года по март 2020 года. Он также снял рекламный ролик для спектакля Psycho-Pass: Chapter 1 - Crime Coefficient.
30 сентября 2020 года он официально запустил свой канал на YouTube "久保田悠来の悠給休暇 (Yuki Kubota's Paid Vacation)" на котором на сегодняшний день в основном публикуются видеоролики летсплей по многопользовательским онлайн-играм.
В мае 2021 года он сыграл второстепенную роль радиоведущего по имени Шиномия в дораме NHK Ochoyan и произвел на зрителей такое хорошее впечатление, что имя «Шиномия-сан» стало популярным в японском Twitter.
В январе 2022 года он дебютировал в качестве режиссера, поставив версию спектакля Basara 2022 года.

## Личная жизнь
У Куботы легкий характер, и во время интервью он часто отпускает шутки. Он любит смешить своих коллег, чтобы сделать их рабочую атмосферу более весёлой. Кубота заявил, что он совсем не похож на персонажа Такатора Курэсиму, которого он сыграл в сериале Камэн Райдер Гайм.

## Фильмография

### Телесериалы
| Год        | Название                                                                             | Роль                                                            | Телеканал          | Примечания                 | Ссылка        |
| ---------- | ------------------------------------------------------------------------------------ | --------------------------------------------------------------- | ------------------ | -------------------------- | ------------- |
| 2007       | Дневник Гарпии                                                                       | Пикапер                                                         | Fuji TV            | 2 эпизод                   |               |
| 2007       | Императрица                                                                          | Мужчина в чёрной одежде                                         | TV Asahi           | 4 - 5 эпизоды              |               |
| 2008       | Гокусэн 3                                                                            | Ведущий клуба                                                   | NTV                | 4 эпизод                   |               |
| 2011       | Гаро: Хроники войны рыцарей                                                          | Дзюран                                                          | TV Tokyo           | 9 эпизод                   |               |
| 2013       | Великолепная пятёрка                                                                 | Татибана                                                        | TBS                | 5 - 6 эпизод               |               |
| 2013- 2014 | Камэн Райдер Гайм                                                                    | Такатора Курэсима/Камэн Райдер Зангецу/Камэн Райдер Зангецу Шин | TV Asahi           | Главная роль               | [ 16 ]        |
| 2015       | Детектив Сугияма Синтаро                                                             | Синъя Арагаки                                                   | TBS                |                            |               |
| 2015       | Naniwa Kin'yūdō                                                                      | Кэнта Куродзуми                                                 | Fuji TV            | ТВ-фильм                   |               |
| 2015       | Детектив-садистка                                                                    | Такаси Кайто                                                    | NTV                | 10 эпизод                  |               |
| 2015       | Детектив в поисках мужа                                                              | Масаси Сиина                                                    | Yomiuri TV         | 1 эпизод                   |               |
| 2015       | Детектив Кэтрин                                                                      | Тосиро Судзуки                                                  | TV Asahi           | ТВ-фильм                   |               |
| 2016       | Детектив Кетрин 2                                                                    | Тосиро Судзуки                                                  | TV Asahi           | ТВ-фильм                   |               |
| 2016       | Ya-san - From Tsukiji! Delicious Case Book                                           | Кэнтаро Нитта                                                   | TV Tokyo           | Финальный эпизод           |               |
| 2017       | Женщина в криминалистической лаборатории 16                                          | Тэрухито Кода                                                   | TV Asahi           | 10 эпизод                  |               |
| 2017       | Ненавистное мужество                                                                 | Такамаса Кондо                                                  | Fuji TV            | 9 - 10 эпизод              |               |
| 2017       | Трое старикашек вне законе 3                                                         | Тайга                                                           | TV Tokyo           | 8 эпизод                   |               |
| 2017       | Космический Отряд — Кюрейнджеры                                                      | Скорпио                                                         | TV Asahi           | 5, 12 - 13, 15 - 21 эпизод |               |
| 2017       | Дрожь и трепет!                                                                      | Мицуру Кавана                                                   | NHK BS Premium     | 4 эпизод                   |               |
| 2017       | Игра друзей                                                                          | Рэн Тодзё                                                       | TVK                |                            |               |
| 2017       | М: Кодовое имя "Мираж"                                                               | Рёсукэ Муто/Гром                                                | TV Tokyo           |                            |               |
| 2017       | Враг народа ~ Мир, разве это не странно?                                             | Такахиро Абэ                                                    | Fuji TV            | 2, 3, 5, 8, 10 эпизод      |               |
| 2018       | Моб Психо 100                                                                        | Кэндзи Мицуура                                                  | TV Tokyo, Netflix  |                            |               |
| 2018       | Граф Монте-Кристо: Гениальная месть                                                  | Наоки Усияма                                                    | Fuji TV            | 3 - 9 эпизод               |               |
| 2018       | Сигнал                                                                               | Детектив Сасаки                                                 | Fuji TV            | 8 - 9 эпизод               |               |
| 2019       | Любовь эпохи Мэйдзи                                                                  | Фудзита Горо                                                    | TVK, U-NEXT        |                            |               |
| 2019       | Две недели                                                                           | Ю Мамия                                                         | Fuji TV            |                            | [ 17 ]        |
| 2019       | Шерлок                                                                               | Масаки Сибата                                                   | Fuji TV            | 8 эпизод                   |               |
| 2020       | Зомби из Хатиодзи                                                                    | Дзин                                                            | Tokyo MX           |                            |               |
| 2020       | Наймите человека, который ничего не будет делать                                     | Бармен                                                          | TV Tokyo           | 12 эпизод                  |               |
| 2020       | Я мечтал об этой девушке                                                             | Член маркетингово персонала                                     | TV Tokyo           | 5 эпизод                   |               |
| 2021       | Сотрудник правоохранительных органов столичного полицейского управления Акира Хигучи | Митио Араки                                                     | TV Tokyo           | 6 эпизод                   |               |
| 2021       | Очоян                                                                                | Кадзуо Синомия                                                  | NHK                | 101, 105 - 112 эпизод      |               |
| 2021       | Первый следственный отдел Сезон 5                                                    | Сюнсукэ Мидзогути                                               | TV Asahi           | 3 эпизод                   |               |
| 2021       | Фантом любви                                                                         | Ю Фуками                                                        | MBS                |                            |               |
| 2021       | Женщина в криминалистической лаборатории 21                                          | Ёсихико Ямагами                                                 | TV Asahi           | 18 эпизод                  |               |
| 2021       | Лавина                                                                               | Синго Нагаи                                                     | Fuji TV            | 2 эпизод                   |               |
| 2021       | На приземлении                                                                       | Сатору Мияути                                                   | Fuji TV            | ТВ-фильм                   |               |
| 2022       | Эй, красавчик!                                                                       | Тацуя                                                           | Tōkai TV / Fuji TV | 1 - 3, 8 эпизоды           | [ 18 ]        |
| 2022       | Не говори тайна                                                                      | Хая Инудоу                                                      | Fuji TV            | 1 - 3, 11 - 12 эпизоды     | [ 19 ]        |
| 2022       | Жена - золотая рыбка                                                                 | Дзюн                                                            | Netflix            |                            | [ 20 ]        |
| 2022       | Горничная Митазоно 5                                                                 | Юкио Цудзуки                                                    | TV Asahi           | 4 эпизод                   |               |
| 2022       | Специальный отдел №9 5                                                               | Кадзуки Симада                                                  | TV Asahi           | 10 эпизод                  |               |
| 2022       | PopUP! Дорама Дневные женщины                                                        | Косукэ Саэки                                                    | Fuji TV            | 4 эпизод                   | [ 21 ]        |
| 2022       | Дом для хороших людей                                                                | Хигои-но Дэнпачи                                                | NHK BS Premium     | 2 эпизод                   | [ 22 ]        |
| 2022       | Тэппати!                                                                             | Такаюки Оки                                                     | Fuji TV            | 7 - 11 эпизоды             | [ 23 ]        |
| 2022       | Ешьте, красавчики!                                                                   | Аояма                                                           | TV Tokyo           | 8 эпизод                   | [ 24 ]        |
| 2022       | Безмолвный                                                                           | Нэдзу                                                           | Fuji TV            |                            |               |
| 2023       | Мегаземлетрясение вдоль впадины Нанкай                                               | Миками                                                          | NHK                | ТВ-фильм                   | [ 25 ]        |
| 2023       | Кадзама Кимитика. Учебный полигон. Начало.                                           | Кэнтаро Асидзава                                                | Fuji TV            | 1 эпизод                   | [ 26 ]        |
| 2023       | Детектив в декретном отпуске                                                         | Сё Эндо                                                         | NHK                | 5 эпизод                   |               |
| 2023       | Пожарная бригада деревни Хаябуса                                                     | Ясунори Асано                                                   | TV Asahi           | 5 эпизод                   |               |
| 2023       | Гиена                                                                                | Аояма                                                           | TV Tokyo           |                            | [ 27 ]        |
| 2024       | Меня обманули за последние три месяца                                                | Кэндзи Сунаяма                                                  | Bump               |                            |               |
| 2024       | Терапевты удовольствия для женщин                                                    | Рюити                                                           | BS TV Tokyo        |                            |               |
| 2024       | Мисс Цель                                                                            | Макото Сакакибара                                               | TV Asahi           | 1 эпизод                   |               |
| 2024       | И жили они долго и счастливо                                                         | Кадзи                                                           | Fuji TV            |                            | [ 28 ] [ 29 ] |
| 2024       | Плохая женщина                                                                       | Цудзисава                                                       | BUMP               |                            |               |
| 2025       | Милый, не мог бы ты умереть?                                                         | Синити Сэнда                                                    | TV Tokyo           |                            | [ 30 ]        |
| 2025       | Donketsu                                                                             | Гэн Хираяма                                                     | DMM TV             |                            |               |

### Фильм
| Год  | Название               | Роль              | Примечания | Ссылка |
| ---- | ---------------------- | ----------------- | ---------- | ------ |
| 2007 | Дорогие друзья         | Покровитель клуба |            |        |
| 2007 | Камэн Райдер Следующий | Игрок в патинко   | Эпилог     |        |
| 2009 | Рэнди                  | Масами Касуга     |            |        |